# Харалампидис, Константин Леонидович
Константин Леонидович Харалампидис (род. 17 декабря 1966, г. Алма-Ата, КазССР, СССР) — российский режиссёр, актёр, продюсер, сценарист.

## Биография
Константин Харалампидис родился 17 декабря 1966 года в Алма-Ате (КазССР). Отец Константина – Леонид Харлампиевич Кот-Оглы - Харалампидис –– понтийский грек, родился в Геленджике, по профессии строитель. Когда дед по отцовской линии вернулся с Великой отечественной войны, семья отца переехала в Алма-Ату. 
Мама – Немилова Валентина Владимировна, русская по отцу и гречанка по матери, родилась в Махачкале, по профессии инженер. Ее семья попала в Алма-Ату, когда отца - военного инженера, направили работать на военный завод им. С.М.Кирова, который впоследствии был эвакуирован в Казахстан.
Окончив среднюю школу, Константин Харалампидис поступил в Алма-Атинский театрально-художественный институт на актерский факультет. После третьего курса поступил в Высшее театральное училище им. Б.В. Щукина, также на актерский факультет (курс В.В. Иванова). Параллельно учился на режиссерском факультете Щукинского училища .
С 1994 года, после окончания училища, работал актером и режиссером в московских театрах «Et Cetera» под руководством Александра Калягина, а также в театре «Содружество актеров Таганки» под руководством Николая Губенко.
С 2006 по 2008 гг. работал пресс-секретарем Международного кинофестиваля «Евразия» (Республика Казахстан).
В 2012-2013 гг. – режиссер телевизионной программы «Воскресные беседы» на Первом канале «Евразия» (Республика Казахстан).
С 2004 по 2014 годы преподавал историю России XX века, культурологию и историю Вселенской Церкви на вечернем богословском факультете при Алма-Атинской духовной семинарии.

## Кинематограф
Константин Харалампидис – автор документального фильма «От Рождества до Воскресения», рассказывающего о пути греков после падения Византийской и Трапезундской империи через Россию в Казахстан. Съемки фильма продолжались с 1998 по 2004 год и проходили в России, Греции и Казахстане. На кинофестивале «Евразийский калейдоскоп» лента получила первый приз за распространение идей культуры, мира и солидарности между народами, за сохранение и развитие единого культурного пространства.
В 2009 году выходит фильм К. Харалампидиса о новомучениках и исповедниках казахстанских «Заилийский Фавор», с участием российских актеров Ирины Гриневой и Александра Носика.
В 2021 году Харалампидис закончил работу над игровым фильмом «Ваш весь Федор Достоевский». Премьера фильма была приурочена к празднованию 200-летия со дня рождения классика мировой литературы. Фильм получил награды как «Лучший полнометражный фильм» на Международном кинофестивале «ZILANT» и «Лучший сценарий» на Всероссийском кинофестивале «Белая птица».
В конце 2021 года Харалампидис закончил еще одну картину – документальный фильм «Батыры Великой Отечественной: Рахимжан Кошкарбаев, Григорий Булатов», рассказывающий о подвиге первых знаменосцев Победы. Картина была удостоена первого места на международных кинофестивалях: V Майкопский международный кинофестиваль, VI Феодосийский международный кинофестиваль, V Надымский международный кинофестиваль, VI Международный русский кинофестиваль, V Воткинский международный кинофестиваль, VII Сочинский фильм-фестиваль.
В 2022 году Константин Харалампидис стал соучредителем, исполнительным директором, продюсером и режиссером кинокомпании «АРТОС» (ООО «АРТОС»).
В 2022 году кинокомпания «АРТОС» приняла участие в работе над телевизионным сериалом «Святыни России», созданном по заказу православного телеканала «СПАС».
В 2022 году Константин Харалампидис стал художественным руководителем социального мультижанрового киножурнала «ВСЛУХ!», который кинокомпания «АРТОС» выпустила при поддержке Института развития интернета (АНО «ИРИ»). За прошедшие четыре сезона было снято 112 выпусков киножурнала, в которых Константин Харалампидис принял участие как продюсер, режиссёр, сценарист и актёр.
В 2022 году «АРТОС» приступил к работе над 8-серийным художественным фильмом «Семинаристы». Проект создаётся по заказу Фонда православного телевидения (телеканал «СПАС») при содействии Московской духовной академии .
В 2023 году кинокомпания «АРТОС» и Русско-греческая лаборатория по культуре и информации «АГОРА» приступили к работе над документальным фильмом «Феофан Грек».

## Концерты и фестивали
В 2012 году в зале церковных соборов Храма Христа Спасителя (Москва) Константин Харалампидис провел мемориальную международную российско-греческо-казахстанскую акцию «От Рождества до Воскресения» и поставил концерт-реквием, посвященный криптохристианам Эллады, Малой Азии, Кипра и Понта. Этот концерт затем прошел в Алма-Ате, в городе-курорте Геленджике и в Сочи.
В 2015 году, в дни празднования 70-летия Великой Победы, режиссер провел в Алма-Ате международную российско-казахстанскую мемориальную акцию «Это нужно − не мертвым, это надо − живым!», с участием народного артиста России Алексея Петренко.
В 2016 году режиссёр провел в Алма-Ате акцию «Нас миллионы панфиловцев», концерт-реквием, посвященный 75-летию битвы под Москвой, а также Международную мемориальную российско-казахстанскую акцию, посвященную 75-летию начала Великой Отечественной войны и концерт-реквием «Давным-давно была война», с участием народного артиста России Алексея Петренко.
В 2017 году поставил в Перми концерт-реквием «Уроки истории», посвященный святым новомученикам и исповедникам российским. А также провёл в Алма-Ате концерт, посвященный дню начала Великой Отечественной войны, с участием народного артиста СССР Василия Ланового.
Осенью 2017 года К.Харалампидис выступил сценаристом и режиссером-постановщиком концерта-реквиема Московского общества греков «Пусть так ответит каждый в каждый миг» в Останкино.
В 2018 году в Алма-Ате состоялся концерт «Спасительный тыл», посвященный эвакуации из России в Казахстан во время Великой отечественной войны и концерт, посвященный 25-летию Казахстанского общества греков «Филия», с участием заслуженной артистки России Ксении Георгиади.
В 2019 г. Константин Харалампидис выступил режиссером-постановщиком Всероссийского фестиваля Православной культуры «Свет Белогорья» в Перми, Всероссийского фестиваля «Культура сближает народы» в Геленджике, а также организатором концерта народного артиста СССР Василия Ланового «Спасибо за верность, потомки», установления мемориала погибшим войнам и заложения именных звёзд народного артиста СССР Василия Ланового и народной артистки РСФСР Ирины Купченко.
В 2020 году являлся членом жюри Международного фестиваля «Живая память», посвященного памяти Великой Отечественной войны, под руководством народного артиста СССР Василия Ланового.
В 2024 году выступил автором сценария и режиссёром-постановщиком вечера «Монолог со зрителем», состоявшемся в Московском международном Доме музыки и посвященного 100-летию со дня рождения народной артистки СССР, кинорежиссеру Татьяне Лиозновой.

## Аудиокниги и озвучание
В 2012 году Константин Харалампидис выпустил аудиокнигу «Исповедники православия после гибели империи», которая является второй частью трилогии «От Рождества до Воскресения». Аудиокнига повествует о судьбах греков-криптохристиан Эллады, Малой Азии, Кипра и Понта. В работе приняли участие народные артисты России Алексей Петренко, Ирина Купченко, Евгений Стеблов, Леонид Кулагин, заслуженные артисты России Эвклид Кюрдзидис, Владимир Ерёмин и др.
С 2015 года К.Л. Харалампидис работает над созданием аудиоспектаклей «Вслед за святыми по дорогам истории», рассказывающих о влиянии русских святых на историю России. В этой работе приняли участие Герой России, летчик-космонавт Федор Юрчихин, народные артисты России Алексей Петренко и Николай Бурляев, заслуженный артист России Владимир Иванов и др.
С 2015 года Харалампидис работает над многосерийным документальным фильмом «Уроки истории» о революции 1917 года и новомучениках российских, пострадавших в послереволюционное время. Это работа стала последней для народного артиста России Алексея Петренко.
На протяжении многих лет Константин Харалампидис озвучивает фильмы и видеоролики: «Партизаны», «Мы – интернационалисты», «Казахстанцы – Герои Советского Союза», «Генерал Панфилов», «Панфиловцы», «Вспомним всех поименно», «Батыры Великой степи», «Путь к Победе», «Партизаны Крыма», «Театр молодости нашей». Многие из этих фильмов были удостоены призов на международных фестивалях, а также приза ЮНЕСКО.

## Семья
Жена - Светлана Юрьевна Харалампидис (род. 1 февраля 1969), актриса. В 1994 году после окончания Высшего театрального училища имени Б. В. Щукина в Москве (художественный руководитель курса — В.В. Иванов) была принята в труппу театра «Содружество актеров Таганки» под руководством Николая Губенко. С 1998 года пишет сценарии, снимается в кино.
Дочери:
- Анастасия Харалампидис (род. 19 ноября 2000), музыкант, композитор, исполнительница и автор песен. Выпускница Алма-Атинского музыкального училища им. П.И.Чайковского.
- Елизавета Харалампидис (род. 30 октября 2003), в 2025 году окончила Музыкальное училище имени Гнесиных (вокальное искусство), дважды лауреат международного фестиваля-конкурса Musica classica.
- Екатерина Харалампидис (род. 1 февраля 2007), в 2025 году окончила среднюю школу, с детства снимается в кино.

## Фильмография
| Год  |     | Название                                                              | примечание                           |
| ---- | --- | --------------------------------------------------------------------- | ------------------------------------ |
| 2004 | док | «От Рождества до Воскресения»                                         | сценарист, режиссёр                  |
| 2009 | док | «Заилийский Фавор»                                                    | сценарист, режиссёр                  |
| 2021 | ф   | «Ваш весь Федор Достоевский»                                          | режиссёр                             |
| 2009 | док | «Батыры Великой Отечественной: Рахимжан Кошкарбаев, Григорий Булатов» | сценарист, режиссёр                  |
| 2022 | с   | ВСЛУХ! (киножурнал, 1-й сезон)                                        | продюсер, режиссёр, сценарист, актёр |
| 2023 | с   | ВСЛУХ! (киножурнал, 2-й сезон)                                        | продюсер, режиссёр, сценарист, актёр |
| 2024 | с   | ВСЛУХ! (киножурнал, 3-й сезон, молодёжный)                            | продюсер, режиссёр, сценарист, актёр |
| 2024 | с   | ВСЛУХ! (киножурнал, 4-й сезон, семейный)                              | продюсер, режиссёр, сценарист, актёр |

## Награды
- Патриарший Орден Преподобного Серафима Саровского «За заслуги перед Русской Православной Церковь», награжден Святейшим Патриархом Московским и Всея Руси Кириллом (2009).
- Медаль имени Патриарха Тихона «За труды во благо Русской Православной Церкви», награжден Святейшим Патриархом Московским и Всея Руси Кириллом (2017).
- Медаль имени Стефана Пермского «За усердные труды во благо Русской Православной Церкви в Пермском крае», награжден митрополитом Пермским и Кунгурским Мефодием (2017).
- Медаль «100-летие Свято-Вознесенского Кафедрального Собора» за фильм «Заилийский Фавор», награжден Митрополитом Казахстанским Александром (2013).
- Медаль имени Епископа Туркестанского и Ташкентского Софония» труды во благо Русской Православной Церкви Казахстана», награжден Митрополитом Казахстанским Александром (2012).
- Медаль имени Панфилова Ивана Васильевича «За создание концерта-реквиема «Нас миллионы панфиловцев», награжден Московским городским советом ветеранов (2015).
- Медаль 75-летие Панфиловской дивизии «За создание концерта-реквиема и акции «Нас миллионы панфиловцев», награжден Советом генералов Республики Казахстан (2015).
- Медаль имени Сагадата Нурмагамбетова «За создание концерта-реквиема «Давным-давно была война», награжден Советом генералов Республики Казахстан (2016).
- Медаль имени дважды героя СССР Талгата Бегельдинова «За проведение международной акции «Свеча Памяти» и проведение концерта «Спасибо за верность потомки»; награжден Советом генералов Республики Казахстан (2017).
- Медаль «За заслуги перед Казахстаном» за сохранение исторической памяти о героях Великой Отечественной войны, награжден общественной организацией «Бессмертный Полк Казахстан» (2018).
- Медаль имени 28-и Героев-Панфиловцев «За концерт «Спасительный тыл», награжден общественной организацией «Бессмертный Полк Казахстан» (2019).
- Медаль «Батыры Великой Отечественной: Рахимжан Кошкарбаев, Григорий Булатов» за фильм «Батыры Великой Отечественной: Рахимжан Кошкарбаев, Григорий Булатов», награжден общественной организацией «Бессмертный Полк Казахстан» (2022).